# 2017年亚洲冬季运动会日本代表团
日本以地主國身分參加於2017年2月19日至26日舉行的2017年亞洲冬季運動會。這是該國第四度主辦亞洲冬季運動會。 日本參加了 5 個運動項目的全部 11 個項目的比賽。